# Tipula (Savtshenkia) subvafra
Tipula (Savtshenkia) subvafra is een tweevleugelige uit de familie langpootmuggen (Tipulidae). De soort komt voor in het Palearctisch gebied.